# Tom Thomson
Thomas John Thomson, conhecido como Tom Thomson (5 de agosto de 1877 - 8 de julho de 1917), foi um pintor canadense do início do século XX. 
Influenciou diretamente um grupo de pintores canadenses que viria a ser conhecido como o Grupo dos Sete.

## Biografia
Thomson nasceu em Oakville, Ontário, em 1877. Era fillho de John e Margaret Thomson e cresceu em Leith, Ontário, perto de Owen Sound, no município de Meaford. Em 1899, ele entrou em uma oficina de máquinas em uma fundição de ferro de propriedade de William Kennedy, um amigo íntimo de seu pai. Ele foi demitido de seu aprendizado por um capataz que se queixou do habitual atraso de Thomson. Também em 1899, se voluntariou na Segunda Guerra dos Boer, mas foi recusado por causa de uma condição médica. Thomson foi reputado ter sido recusado a entrada na Força Expedicionária Canadense para o serviço na Primeira Guerra Mundial também. Atuou como guarda-fogo no Algonquin Park durante esse período.
Em 1901, se matriculou em uma faculdade de negócios em Chatham, Ontário, mas abandonou oito meses depois para se juntar ao irmão mais velho, George Thomson, que estava operando uma escola de negócios em Seattle. Lá, ele se encontrou e teve um breve verão romance com Alice Elinor Lambert. Em 1901, voltou para o Canadá e pode ter estudado com William Cruikshank, 1905-1906. Instalando-se em Toronto, a Thomson juntou-se a Legg Brothers, uma empresa de gravação de fotos. No final de 1908 / início de 1909, a Thomson juntou-se à Grip Ltd., uma empresa de design artístico em Toronto, onde vários dos futuros membros do Grupo dos Sete também trabalharam. Em outono de 1912, Thomson deixou a Grip com vários outros designers para trabalhar em outra empresa de Toronto, Rous & Mann.
Thomson primeiro visitou o Parque Algonquin em maio de 1912. Depois, ele freqüentemente viajou em torno de Ontário com seus colegas, especialmente para a região selvagem de Ontário, que deveria ser uma fonte importante de inspiração para ele. Em 1912, ele começou a trabalhar, juntamente com outros artistas que irão formar o Grupo dos Sete após sua morte, em Rous e Mann Press, mas deixaram o ano seguinte para trabalhar como artista em tempo integral. Ele primeiro exibiu com a Sociedade dos Artistas de Ontário em 1913 e tornou-se membro no ano seguinte. Ele continuaria a exibir com a Sociedade do Ontário até sua morte. Em 1914, a Galeria Nacional do Canadá começou a adquirir suas pinturas, o que sinalizou um ponto de viragem na carreira da Thomson. Durante vários anos, ele compartilhou um estúdio e moradias com outros artistas. Começando em 1914, ele trabalhou intermitentemente como bombeiro, guarda florestal e guia no Parque Algonquin, mas descobriu que esse trabalho não permitia tempo suficiente para a pintura. Durante os próximos três anos, ele produziu muitas de suas obras mais famosas, incluindo The Jack Pine, The West Wind e The Northern River.

## Arte e Técnica
Thomson era em grande parte autodidata. Ele foi empregado como designer gráfico com Toronto's Grip Ltd., uma experiência que aprimorou seu desenho. Embora ele tenha começado a pintar e desenhar em uma idade adiantada, era somente em 1912, quando Thomson estava bem dentro de seus trinta, que começou a pintar seriamente. Suas primeiras viagens ao Algonquin Park o inspiraram a seguir a liderança de outros artistas na produção de esboços de óleos de cenas naturais em pequenos painéis retangulares para facilitar a portabilidade durante a viagem. Entre 1912 e sua morte em 1917, a Thomson produziu centenas desses pequenos esboços, muitos dos quais agora são considerados trabalhos por direito próprio e estão alojados em galerias como a Galeria de Arte de Ontário em Toronto e a Galeria Nacional do Canadá em Ottawa .
Muitas das principais pinturas de Thomson, incluindo Northern River, The Jack Pine e The West Wind, começaram como esboços antes de serem expandidas para grandes pinturas a óleo no "estúdio" de Thomson - um antigo camarote de utilitário com um fogão a lenha na base do Studio Building, um enclave de artistas em Rosedale, Toronto. Embora Thomson tenha vendido algumas dessas pinturas durante sua vida, eles formaram a base de exposições póstumas, incluindo uma em Wembley, em Londres, que acabou trazendo atenção internacional ao seu trabalho.
Thomson atingiu um ponto crítico entre 1914 e 1917. Ele foi auxiliado pelo patrocínio do médico de Toronto, James MacCallum, que permitiu a transição da Thomson de designer gráfico para pintor profissional.
Embora o Grupo dos Sete não tenha sido fundado depois da morte de Thomson, seu trabalho é simpatizante com os membros do grupo A. Y. Jackson, Frederick Varley e Arthur Lismer. Esses artistas compartilharam uma apreciação pelo cenário natural acidentado e descuidado, e todos usaram pinceladas amplas e uma aplicação liberal de tinta para capturar a beleza e a cor vibrante da paisagem de Ontário.
A arte de Thomson tem semelhança estilística com o trabalho de pós-impressionistas europeus como Vincent van Gogh e Paul Cézanne, cujo trabalho ele pode ter conhecido de livros ou visitas a galerias de arte. Outras influências importantes foram os movimentos Art Nouveau e Artes e ofícios do final do século XIX e início do século XX, estilos com os quais ele teria sido familiar em seu trabalho nas artes gráficas.
Descrito como tendo uma "paleta idiossincrática", o controle da Thomson sobre a cor era excepcional. Ele muitas vezes misturou pigmentos disponíveis para criar cores incomuns e novas, fazendo com que sua paleta distintiva, juntamente com sua pincelada instantaneamente reconhecível, independentemente do assunto de seu trabalho.
Para o artista e o biógrafo da Thomson, Harold Town, a brevidade da carreira de Thomson insinuou uma evolução artística nunca totalmente realizada. Ele cita a pintura a óleo do Esboço inacabado como "o primeiro trabalho completamente abstrato na arte canadense", uma pintura que, seja ou não destinada a ser um trabalho puramente não objetivo, pressagia as inovações do expressionismo abstrato.

## Morte
Thomson desapareceu durante uma canoagem no Lago Canoe, no Parque Algonquin, em 8 de julho de 1917, e seu corpo foi descoberto no lago oito dias depois.
O corpo de Thomson foi examinado pelo Dr. Goldwin Howland, que concluiu que a causa oficial da morte era afogamento. O médico legista, Dr. Arthur E. Ranney, MD, apoiou a conclusão de Howland de que o afogamento foi acidental.
O corpo foi enterrado no Cemitério de Mowat, perto do Lago Canoe, no dia seguinte. Devido a um pedido de seu irmão mais velho, George Thomson, o corpo foi exumado dois dias depois e re-enterrado no túmulo da famíliaao lado da igreja presbiteriana Leith no dia 21 de julho no que é agora o município de Meaford. Seu túmulo em Leith é um local popular para os visitantes da área, e muitos fãs do trabalho da Thomson deixam moedas ou materiais de arte em sua tumba como homenagem.

#### Teorias de Conspiração
Em 1935, Blodwen Davies publicou a primeira exploração da morte de Thomson fora das contas do jornal desde a morte de Thomson. Como esta era uma edição auto-publicada de 500 cópias, suas dúvidas sobre a decisão oficial de causa de morte não receberam ampla atenção. Uma versão de seu texto, editada por AY Jackson, foi publicada póstuma em 1967. 
Em 1970, o livro do juiz William Little, The Tom Thomson Mystery, contou como em 1956 - Pequenos e três amigos desenterraram o túmulo original de Thomson, no Cemitério de Mowat no Canoe Lake. Eles acreditavam que os restos encontrados eram de Thomson. No outono de 1956, os investigadores médicos determinaram que o corpo era o de um aborígene não identificado. 
Desde a publicação do The Tom Thomson Mystery, as teorias proliferaram em relação à causa da morte de Thomson, incluindo suicídio e assassinato. Os defensores dessas teorias sugerem que Thomson pode ter cometido suicídio sobre uma mulher que passou férias no Lago Canoe que estava grávida de seu filho, ou por desespero por sua falta de reconhecimento artístico. Outros sugeriram que Thomson estava em uma luta fatal com um dos dois homens que estavam morando em Canoe Lake, ou morto por caçadores furtivos no parque.
Em 2007, o projeto Great Unsolved Mysteries in Canadian History lançou "Death On A Painted Lake: The Tom Thomson Tragedy", um livro, um site bilingue (inglês / francês) com uma seleção de mais de cinquenta transcritos primários e documentos secundários relacionados à morte de Thomson, incluindo documentos nunca antes divulgados, como o pedido de 1931 de Blodwen Davies ao procurador-geral da Ontario para a abertura do local de enterro do parque Algonquin da Thomson.
Utilizando, em parte, as transcrições do site dos Grandes Mistérios Não Resolvidos (ver "Agradecimentos" do autor), o colunista do jornal canadense Roy MacGregor descreveu seu exame de 2009 dos registros dos restos de 1956 desenterrados por William Little (os restos foram recosados ou perdidos) e concluiu que o corpo era realmente o de Thomson, indicando "que Thomson nunca deixou o Canoe Lake".
Em um ensaio intitulado "The Many Deaths of Tom Thomson", publicado em 2011, Gregory Klages descreve como os testemunhos e teorias sobre a morte de Thomson evoluíram desde 1917. Avaliando as contas secundárias contra a evidência primária, Klages conclui que a morte de Thomson é consistente com a avaliação oficial do "afogamento acidental". Os historiadores Kathleen Garay e o estado de Christl Verduyn, o "julgamento de arquivo forense" de Klages fornece pela primeira vez algum grau de certeza sobre este evento ".  Klages expandiu essas idéias em um livro com um nome semelhante, The Many Deaths of Tom Thomson: Separating Fact from Fiction, publicado em 2016. Ele particularmente desafia as afirmações da MacGregor, sugerindo que MacGregor é culpado de apresentar falsas provas.

## Legado e Influência

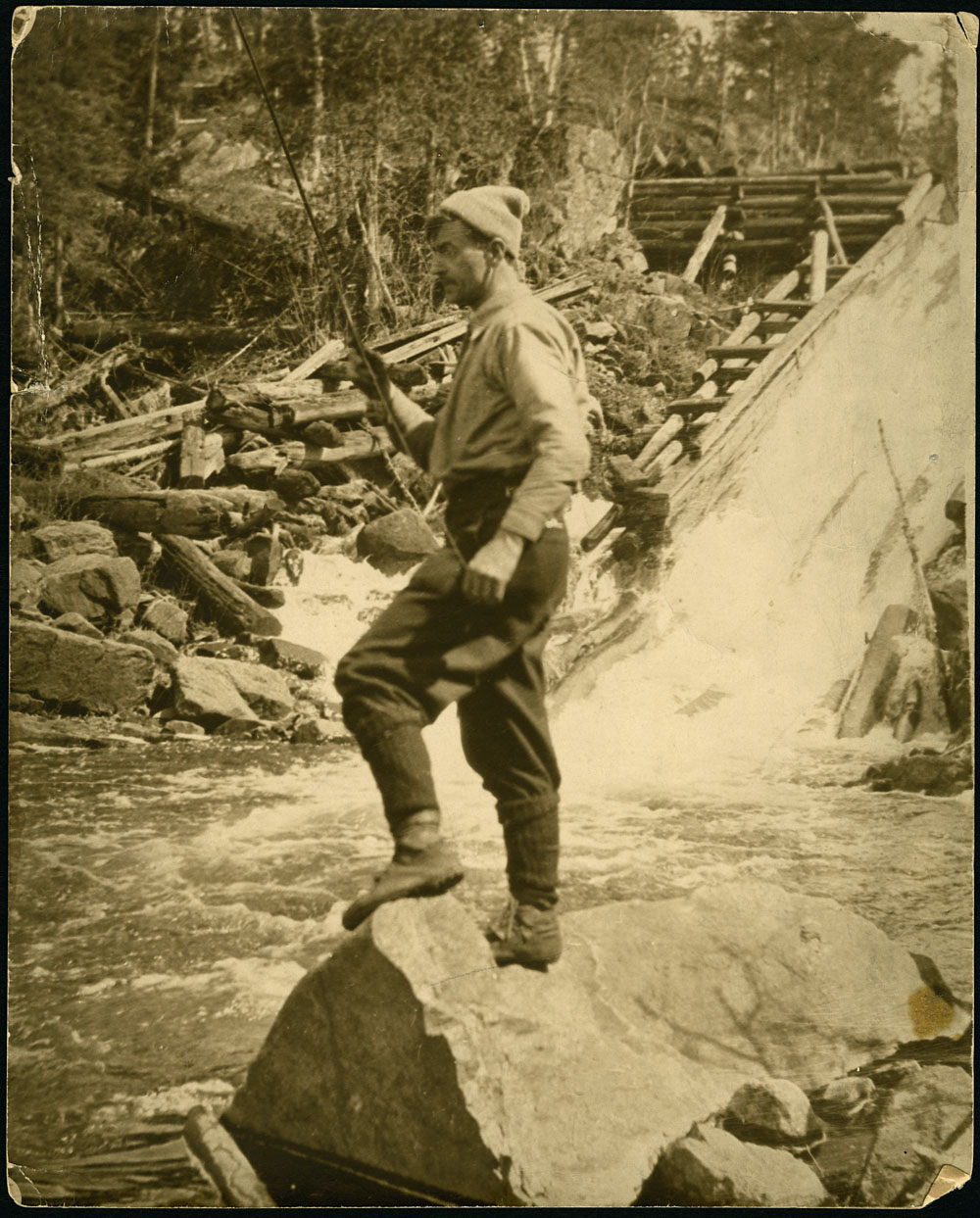
Fotografia de Tom Thomson pescando em águas correntes em Tea Lake Dam, Algonquin Park, em 1916. A imagem mostra Thomson de pé em uma pedra, com sua vara de pescar na mão e a floresta ao fundo. A fotografia oferece um retrato vívido de Thomson em seu ambiente natural, capturando sua paixão pela pesca e pelo ar livre. A imagem também documenta seu estilo de vida simples e sua conexão com a natureza. A escolha de Thomson de retratar paisagens e temas cotidianos do Canadá atraiu uma geração de artistas a seguir seus passos, consolidando seu legado como um dos artistas mais influentes do país.

Desde a sua morte, o trabalho de Thomson cresceu em valor e popularidade. Em 2002, a Galeria Nacional do Canadá realizou uma grande exposição de seu trabalho, dando a Thomson o mesmo nível de proeminência concedido a Picasso, Renoir e ao Grupo dos Sete anos nos anos anteriores. Nas últimas décadas, o aumento do valor do trabalho de Thomson levou à descoberta de numerosas falsificações de seu trabalho no mercado.
Em setembro de 1917, os artistas James E. H. MacDonald e John W. Beatty, assistidos por residentes da área, erigiram um cairn memorial no Hayhurst Point no Canoe Lake, onde Thomson morreu. O custo foi pago pelo MacCallum. Pode ser acessado por barco. No verão de 2004, outro marcador histórico em homenagem a Thomson foi transferido de sua localização anterior, mais próximo do centro de Leith para o cemitério no qual Thomson está agora enterrado. Em 1967, a Tom Thomson Art Gallery abriu em Owen Sound. Numerosos exemplos de seu trabalho também estão em exibição na Galeria Nacional do Canadá em Ottawa, na Galeria de Arte de Ontário e na Coleção Canadense de Arte McMichael em Kleinburg, Ontário. A influência de Thomson pode ser vista no trabalho de artistas canadenses posteriores, incluindo Emily Carr, Goodridge Roberts, Harold Town e Joyce Wieland.
Durante a década de 1970, Joyce Wieland baseou um filme (The Far Shore, 1976) sobre a vida e a morte de Tom Thomson. O romance 1980 Shorelines de Roy MacGregor, do jornalista Roy MacGregor (reeditado em 2002 como Canoe Lake) é uma interpretação fictícia da morte de Thomson. Neon Lehto Algonquin Elegy (2005) é uma "ficção histórica" focada na morte de Thomson. Várias músicas referenciam a morte de Thomson: Tom Thomson de Alex Sinclair, e The Tragically Hip "Three Pistols" (1991) - também foram gravados. Vários livros de poesia inspirados por Thomson também foram publicados: Tom Thomson de George Whipple e Outros Poemas (2000), Tom Thomson de Troy Jollimore em Purgatório (2006) e Kevin Irie, assistindo Tom Thomson: Um relatório de Minorias (2012). Em 2011, o artista George A. Walker criou "The Mysterious Death of Tom Thomson", uma "narrativa sem palavras contada em 109 gravuras em madeira".
Em 3 de maio de 1990, a Post-Canada publicou "The West Wind, Tom Thomson, 1917" nas Obras-primas da série de arte canadense. O selo foi desenhado por Pierre-Yves Pelletier com base em uma pintura a óleo "The West Wind", (1917) de Thomas John Thomson na Galeria de Arte de Ontário, Toronto, Ontário. Os selos de 50 ¢ são perfurados 13 X 13,5 e foram impressos por Ashton-Potter Limited.